# 南京经济技术开发区
南京经济技术开发区是位于中国江苏省南京市的一个国家级经济技术开发区，位于南京市的东北部。南京经济技术开发区原名为南京新港工业区，于1992年9月18日成立，2002年3月15日由中国国务院批准为国家级经济技术开发区。南京经济技术开发区规划面积100平方公里，2009年地区生产总值为266亿元人民币，区内有LG、夏普、博世西门子、邦基等国际大型企业，熊猫电子、紫金电子、长江电子、华东电子、江南光电、金陵药业、凤凰传媒、圣和药业、佳通手机、大贺传媒、新华海等国内大型企业投资设立的厂区。